# 老黑山镇
老黑山镇，是中华人民共和国黑龙江省牡丹江市东宁市下辖的一个乡镇级行政单位。

## 行政区划
老黑山镇下辖以下地区：
信号村、黑瞎沟村、阳明村、上碱村、下碱村、太平沟村、和光村、二道沟村、奔楼头村、罗家店村、永红村、老黑山村、万宝湾村、西葳子村、南村和黄泥河村。